# علم لو (كوهستان)
علم لو (بالفارسية: آلمالو) هي قرية تقع في إيران في أذربيجان الشرقية. يقدر عدد سكانها بـ 1,386 نسمة .